# Invesco Asia Dragon Trust
Invesco Asia Dragon Trust plc ist eine britische Investmentgesellschaft mit Sitz in Edinburgh. Sie investiert hauptsächlich in Aktien von Unternehmen, die an den Aktienmärkten Asiens sowie Australiens und Neuseelands (ex Japan) notiert sind. Es investiert auch in nicht börsennotierte Wertpapiere in Höhe von bis zu 10 % des Wertes der Bruttovermögenswerte des Unternehmens sowie in Optionsscheine und Optionen. Das Portfolio besteht aus ca. 60 Unternehmen. Zu den Investitionsstandorten gehören unter anderem China, Südkorea, Taiwan, Indien, Singapur, Indonesien, Thailand, Vietnam, Australien. China stellt mit ca. 30 % der Werte den größten Investitionsschwerpunkt dar.
Das Unternehmen investiert in verschiedene Sektoren wie zyklische Konsumgüter, Banken, Versicherungen, Energieversorger, Industrie, Automobile und Komponenten, Gesundheitswesen, Technologie, Telekommunikation, Halbleiter u. a.
Im Mai 2025 beliefen sich die verwalteten Mittel auf insgesamt 815 Mio. Pfund.
Die Fondsmanager des Trusts sind Ian Hargreaves und Fiona Yang von Invesco Fund Managers.
Das Unternehmen ist an der Londoner Börse gelistet und Teil des FTSE 250 Index.